# Too Tough to Die
Too Tough to Die (deutsch: „zu hart, um zu sterben“) ist das 1984 erstmals veröffentlichte achte Studioalbum der US-amerikanischen Punkband Ramones. Mit diesem Album fand die Gruppe nach mehreren Experimenten mit verschiedenen Studioproduzenten wieder zu dem rauen ungeschliffen wirkenden Klang zurück, für den sie in den 1970er-Jahren ursprünglich bekannt geworden war.

## Entstehungsgeschichte
Die Studioaufnahmen zu Too Tough to Die begannen im Sommer 1984 in den New Yorker Media Sound Studios. Aufgrund stagnierender Verkaufszahlen, mangelnder Präsenz im US-Radio und ausbleibender Charts-Erfolge hatte sich die Band bei den vorausgehenden drei Studioalben gezwungen gesehen, Studioproduzenten zu akzeptieren, die ihnen von ihrer Plattenfirma Sire Records aufgedrängt worden waren – um der Musik der Band einen kommerziell erfolgreicheren Klang zu verleihen. Nach dem Scheitern dieser Experimente konnte sich die Band gegenüber ihrem Label durchsetzen und wieder das bereits bei früheren Alben bewährte Aufnahmeteam aus Ed Stasium und Ex-Bandmitglied Tommy Erdelyi einsetzen. Mit dem rauen Mix des Albums und der Auswahl der Kompositionen beabsichtigten die Ramones, am Erfolg mittlerweile entwickelter „härterer“ Musikstile wie Hardcore Punk teilzuhaben und so an Glaubwürdigkeit hinzuzugewinnen.
Too Tough to Die ist das erste Album der Ramones mit dem für Marky Ramone eingewechselten neuen Schlagzeuger Richie Ramone, der mit den Stücken Humankind und Smash You auch jeweils eine Eigenkomposition für das Album und die daraus ausgekoppelte Single (EP) beisteuerte. Auch Gitarrist Johnny Ramone war nach mehrjähriger Songwriting-Abstinenz bei fünf Stücken wieder an den Kompositionen des Albums beteiligt, vier davon in Kooperation mit Bassist Dee Dee Ramone. Außerdem hatte Sänger Joey Ramone seinen Gesangsstil bei einigen Stücken weiterentwickelt: Zusätzlich zu einer melodiebetonten Ersten Stimme wandte er auf Too Tough to Die erstmals einen tieferen, gutturalen Vokalstil an, der sich am Shouting des Hardcore Punk orientierte. Dee Dee Ramone steuerte Lead-Gesang zu zwei der Stücke des Albums bei.

### Albumhülle
Das Foto auf der Vorderseite der Albumhülle wurde in einer Unterführung im New Yorker Central Park aufgenommen. Es zeigt die dunklen Silhouetten der vier Bandmitglieder, in blauem Gegenlicht und Trockeneisnebel nebeneinander unter dem Bogen der Unterführung stehend. Das Foto kam durch eine technische Panne zustande, als die von vorne auf die Gruppe gerichteten Blitzlichter des Fotografen George DuBose versagten.
Im Jahr 2002 wurde das Album Too Tough to Die von der Firma Rhino Records neu aufgelegt und mit zusätzlichen zuvor unbekannten Aufnahmen – Demos, alternative Versionen, unveröffentlichte Stücke – wiederveröffentlicht.

## Die Musikstücke des Albums (Auswahl)
- Mit Durango 95 enthält Too Tough to Die die einzige alleinige Komposition des Gitarristen Johnny Ramone in der Geschichte der Band – und damit zugleich das einzige veröffentlichte Instrumentalstück der Ramones. Der Titel des Stücks ist dem Namen eines Sportwagens aus dem Kinofilm A Clockwork Orange entlehnt.[10]
- Im Stück Wart Hog (deutsch: „Warzenschwein“) von Dee Dee Ramone ist Schlagzeuger Richie Ramone erstmals als Hintergrundsänger zu hören. Dieses Stück ist auch das einzige des Albums, dessen in der Aufnahme kaum zu verstehender Text nicht auf der Innenhülle bzw. auf dem CD-Einleger der Erstauflage des Albums abgedruckt wurde, weil er als „zu negativ“ empfunden wurde. Im Beiheft der 2002 erschienenen Neuauflage des Albums ist der Songtext dagegen enthalten.[11]
- Das namengebende Stück des Albums: Too Tough to Die. wurde durch eine gewalttätige Auseinandersetzung Johnny Ramones im August 1983 inspiriert, bei der der Gitarrist einen lebensgefährlichen Schädelbruch erlitt und infolgedessen für Monate pausieren musste.[3][5]
- Die Single-Auskopplung Howling at the Moon (Sha-La-La) wurde durch Initiative von Ramones-Manager Gary Kurfirst von Eurythmics-Mitglied David A. Stewart produziert und beinhaltet Ramones-untypische Synthesizer-Klänge.[3][6]
- In den Texten der Stücke Planet Earth 1988 und Humankind griffen die Ramones erstmals in ihrer Karriere explizit aktuelle politische und gesellschaftskritische Themen auf.

## Rezeption, Kritik
Wie bereits die vier Vorgänger-Studioalben der Ramones stieß auch Too Tough to Die bei Presse und Fans auf gemischte Reaktionen. Während die Abkehr der Band von ihren jahrelangen Versuchen, Mainstream-Radiotauglichkeit durch „softe“ Produktion zu erreichen in Rezensionen allgemein begrüßt wurde, stieß ihr musikalischer und textlicher Flirt mit Hardcore Punk häufig auf Ablehnung. Kritiker vermissten vor allem den Humor in den Texten, der für frühe Alben der Ramones typisch gewesen war und beklagten Klischeehaftigkeit sowie Ansätze von Moralaposteltum in politisch gefärbten Songtexten wie Danger Zone und Planet Earth 1988. Im Widerspruch zu solchen Vorwürfen gilt das Album anderen Kritikern zumindest rückblickend betrachtet als „das letzte großartige Album, das die Ramones herausgebracht haben“.
Too Tough to Die konnte 1984 in den US-Charts lediglich Platz 171 erreichen.

## Titelliste

### Erstauflage 1984
1. Mama’s Boy (Johnny Ramone/Dee Dee Ramone/T. Erdelyi)
2. I’m Not Afraid of Life (Dee Dee Ramone)
3. Too Tough to Die (Dee Dee Ramone)
4. Durango 95 (Johnny Ramone)
5. Wart Hog (Dee Dee Ramone/Johnny Ramone)
6. Danger Zone (Dee Dee Ramone/Johnny Ramone)
7. Chasing the Night (Joey Ramone/Dee Dee Ramone/Busta Jones)
8. Howling at the Moon (Sha-La-La) (Dee Dee Ramone)
9. Daytime Dilemma (Dangers Of Love) (Joey Ramone/Daniel Rey)
10. Planet Earth 1988 (Dee Dee Ramone)
11. Humankind (Richie Ramone)
12. Endless Vacation (Dee Dee Ramone/Johnny Ramone)
13. No Go (Joey Ramone)

### Erweiterte Neuauflage 2002
1. Street Fighting Man (Jagger/Richards)
2. Smash You (Ramones)
3. Howling at the Moon (Sha-La-La) (Demo)
4. Planet Earth 1988 (Dee Dee vocal version)
5. Daytime Dilemma (Dangers of Love) (Demo)
6. Endless Vacation (Demo)
7. Danger Zone (Dee Dee vocal version)
8. Out of Here (Ramones)
9. Mama’s Boy (Demo)
10. I’m Not an Answer (Dee Dee Ramone)
11. Too Tough to Die (Dee Dee vocal version)
12. No Go (Demo)

## Single-Auskopplungen
- Howling at the Moon (Sha-La-La)/Smash You (UK, 7"-Single, Februar 1985. Beggars Banquet BEG 128)
- Howling at the Moon (Sha-La-La)/Smash You/Street Fighting Man (UK, 12"-Single, Februar 1985. Beggars Banquet BEG 128T)
- Chasing the Night/Howling at the Moon (Sha-La-La)/Smash You/Street Fighting Man
(UK, 7"-Doppel-Single, März 1985. Beggars Banquet BEG 128D)